# Khlifa le teigneux
Pour plus de détails, voir Fiche technique et Distribution.
Khlifa le teigneux (خليفة الأقرع soit Khlifa Lagraa) est un film tunisien tourné en hommage à l'écrivain Béchir Khraïef, un romancier qui s'est spécialisé dans la description réaliste et crue de la société tunisienne, en utilisant l'arabe dialectal dans ses dialogues.
Le film a connu bien des malheurs et des péripéties. Coproduit avec un petit budget, il a été développé et monté en Tunisie au complexe nouvellement installé de la Société anonyme tunisienne de production et d'expansion cinématographique où quinze minutes de tournage ont été abîmés. On en fit un feuilleton télévisé un peu décousu de trois épisodes que l'on réunit par la suite en les gonflant en 35 millimètres pour en faire un film.

## Synopsis
Le film se déroule à une époque indéterminée, probablement au début du XXe siècle. Le jeune Khlifa, chauve à cause de la teigne, pouvait pénétrer librement les milieux féminins comme coursier-messager et profiter des avantages de cette situation. Mais un jour, ses cheveux commencent à pousser et il doit quitter son milieu habituel. Il demande alors à son patron, le devin Boubaker, de lui rendre sa maladie.

## Fiche technique
- Titre : Khlifa le teigneux
- Réalisation : Hamouda Ben Halima
- Scénario : Hamouda Ben Halima d'après une nouvelle de Béchir Khraïef
- Photographie : Ahmed Zaaf et Abdelaziz Frikha
- Son : Mustapha Ben Jemiaa
- Production : RTT et SATPEC
- Pays de production :  Tunisie
- Langue : arabe
- Format : noir et blanc - 16 mm gonflé en 35 mm
- Genre : film social
- Durée : 75 minutes
- Date de sortie :
  - Tunisie : 30 novembre 1970

## Distribution
- Rached Khémis
- Hassiba Rochdi
- Wafa Salem
- Mouna Noureddine
- Raja Ladjimi
- Mohamed Kouka